# Municipio de Washington (condado de Van Wert)
El municipio de Washington (en inglés: Washington Township) es un municipio ubicado en el condado de Van Wert en el estado estadounidense de Ohio. En el año 2010 tenía una población de 5131 habitantes y una densidad poblacional de 54,02 personas por km².

## Geografía
El municipio de Washington se encuentra ubicado en las coordenadas 40°51′45″N 84°23′56″O / 40.86250, -84.39889. Según la Oficina del Censo de los Estados Unidos, el municipio tiene una superficie total de 94.99 km², de la cual 94,33 km² corresponden a tierra firme y (0,69 %) 0,66 km² es agua.

## Demografía
Según el censo de 2010, había 5131 personas residiendo en el municipio de Washington. La densidad de población era de 54,02 hab./km². De los 5131 habitantes, el municipio de Washington estaba compuesto por el 97,99 % blancos, el 0,31 % eran afroamericanos, el 0,23 % eran amerindios, el 0,12 % eran asiáticos, el 0,39 % eran de otras razas y el 0,95 % eran de una mezcla de razas. Del total de la población el 1,73 % eran hispanos o latinos de cualquier raza.